# Armas de fuego registradas (Ucrania)
La distinción «Armas de fuego registradas» (en ucraniano: відзнака «Іменна вогнепальна зброя» ) - es un premio estatal de Ucrania que se otorga a los oficiales de las Fuerzas Armadas, el Servicio Estatal de Fronteras, otras unidades militares creadas de acuerdo con las leyes de Ucrania, el Servicio de Seguridad, el Servicio de Inteligencia Exterior, el Servicio Estatal de Información de Protección y Comunicaciones Especiales, así como en el Servicio Especial de Transporte del Estado, la policía nacional y los funcionarios públicos con rango de oficial, por sus destacados servicios para garantizar la capacidad de defensa de Ucrania. Estos servicios se pueden deber a la inviolabilidad de su frontera, el mantenimiento de una alta preparación para el combate de las tropas, el fortalecimiento de la seguridad nacional, la lucha contra el crimen, la protección de los derechos y libertades constitucionales de los ciudadanos, por un servicio impecable a largo plazo, el desempeño ejemplar del deber militar y oficial, mostrando al mismo tiempo honor y valor.

## Historia
El 29 de abril de 1995, por decreto del presidente de Ucrania, Leonid Kuchma, No. 341/95, se estableció la distinción presidencial de Ucrania «Armas de fuego registradas» (en ucraniano: відзнака Президента України «Іменна вогнепальна зброя» ). El Decreto también aprobó el Reglamento y la descripción de la distinción. El mismo día, se estableció la insignia presidencial «Por coraje» con tres niveles: Insignia, estrella y cruz.
El 7 de mayo de 1995 tuvo lugar la primera adjudicación: se entregó una pistola al Teniente General de la Milicia B. A. Beloborodov.
El 16 de marzo de 2000, la Rada Suprema adoptó la Ley «Sobre los premios estatales de Ucrania», que estableció el premio estatal de Ucrania: la distinción «Armas de fuego registradas» (en ucraniano: відзнака «Іменна вогнепальна зброя» "Imenna armas de fuego"). La ley dispuso que su efecto se extiende a las relaciones jurídicas relacionadas con la adjudicación de personas galardonadas con distinciones e insignias presidenciales de Ucrania . Se recomendó al Presidente que ajustase sus decisiones con la Ley aprobada.

## Reglamento de Distinciones
- El Presidente de Ucrania o, en su nombre, el jefe del ministerio, otra autoridad ejecutiva central o local, presenta la distinción «Armas de fuego registradas» junto con un certificado de otorgamiento y un kit de combate con la cantidad de 16 cartuchos a un miembro del gobierno o militar destacado.
- El arma, que es la propia distinción de «armas de fuego registradas», debe registrarse en los órganos de asuntos internos en el lugar de residencia de la persona premiada y almacenarse de la manera determinada por el Ministerio del Interior de Ucrania.
- Las personas galardonadas con la distinción «Armas de fuego registradas» tienen derecho a poseerla, portarla y usarla. Deben cumplir estrictamente las reglas de almacenamiento, porte y uso de armas.
- El procedimiento para el uso de armas durante el desempeño de funciones oficiales y en otros casos está determinado por la legislación de Ucrania.
- Se prohíbe la transferencia del arma, que es la distinción de «Armas de fuego registradas», a otras personas o su enajenación .

## Diferencia de «Armas de fuego registradas»
La distinción de «Armas de fuego registradas» es la pistola modelo Fort-12, cuyo cuerpo está hecho de aceros estructurales aleados, y la empuñadura es de maderas nobles. La pistola tiene una marca de fábrica, una marca comercial, así como una placa en la que están grabados el apellido, el nombre y el patronímico del destinatario.
Las partes externas del cuerpo y la empuñadura de la pistola están decoradas con tallas decorativas artísticas.
El cerrojo y el marco de la pistola están plateados, y el martillo, la palanca de seguridad, el retardo de deslizamiento, la mira delantera, la mira trasera, el gatillo, el botón de liberación del cargador y los tornillos para sujetar el mango superior están hechos de metal amarillo.

## Enlaces
- Ley de Ucrania "Sobre las ciudades soberanas de Ucrania"(en ucraniano)
- Decreto del Presidente de Ucrania "Sobre la base de la insignia del Presidente de Ucrania "Armas de fuego nombradas""(en ucraniano)
- Premio estatal de Ucrania - "Armas de fuego registradas"

- Datos: Q4200240